# Stenomalina favorinus
Stenomalina favorinus is een vliesvleugelig insect uit de familie Pteromalidae. De wetenschappelijke naam is voor het eerst geldig gepubliceerd in 1839 door Walker.